# 線上飲酒會
線上飲酒会（日语：／ Onrain-nomikai */?）是使用個人電腦、智能電話或平板，透過視像會話進行的日式飲酒會。又稱遠端飲酒会（リモート飲み会）等。
傳統飲酒会一般在居酒屋等飲食店舉行，線上飲酒会則是各方在住宅等有互聯網環境的地方在線參加。在日本，受新型冠狀病毒感染症疫情影響，不少人選擇避免不必要外出，轉向居家就業及在家工作，線上飲酒会在年輕人中間迅速普及及活躍。

## 工具
線上飲酒会可使用不同工具舉行，包括線上會議工具Zoom、LINE視像通話、Facebook Messenger、Skype、Google Hangouts等，還有Minnomi（みんのみ）等專門舉辦線上飲酒会的服務。不同的工具，單次最大参加人数、時間限制、功能、画質、音質等方面有所不同。

## 優缺點
線上飲酒会舉辦方便，只要有網絡環境及應用程式，並提前準備好酒類飲料及下酒小菜等食物，就可以輕鬆舉行，還可避開3密，避免集體感染新型冠狀病毒。其他優點包括，可方便不喝酒的人參加，不用聞酒味，可自行決定喝甚麼及如何喝，中途参加及退出自由，不用為他人點菜，費用便宜，費用公平分擔，可邀請遠方的人參加，不用花交通費，毋須在意回家時間，等等。
缺點方面，則有無法分享食物，收拾要自己進行，由於是在家參加而較普通飲酒会更難拒絕，沒有居酒屋的時間限制而不知何時結束，等等。Lip Pop針對10多歲〜50多歲的男女進行調查後發現，有約7成人回答不想参加，他們表示飲酒会準備太麻煩，又要買下酒菜又要買酒，還不能以電車收車為由提早離開，亦不想在家還參加公司的線上飲酒会，和公司的人喝酒。而由於軟件系統原因，線上飲酒会使用的Zoom等工具，若多人同時說話，声音會互相干擾，甚至完全聽不清，容易變成一人講話，其他人全部聆聽，失去普通飲酒会的氛圍。

## 活動
2020年4月至5月，朝日啤酒先後4次舉辦最多1000人参加的線上飲酒會「可能不錯！線上飲酒 ASAHI SUPER DRY VIRTUAL BAR」（"いいかも！オンライン飲み ASAHI SUPER DRY VIRTUAL BAR"）。

## 問題
受新型冠狀病毒疫情影響，線上飲酒会增多，令飲食店銷售收入大減。